# Rhizomys
Rhizomys és un gènere de rosegadors de la família dels espalàcids. Les tres espècies vivents d'aquest gènere, que també en conté algunes d'extintes, són oriündes del sud-est asiàtic. Es tracta de rosegadors relativament grossos, amb una llargada de cap i cos de 23–48 cm, una cua de 5–20 cm i un pes d'1–4 kg. A les regions fredes tenen el pelatge suau i a les regions càlides el tenen bast. Estan dotats d'urpes.